# Dobrovolné sdružení regionu Hrotovicko
Sdružení obcí dobrovolné sdružení regionu Hrotovicka sdružuje obce v jihovýchodní části okresu Třebíč.
V mikroregionu leží několik kulturních a přírodních památek a zajímavostí, např. zámek Hrotovice, zámek Dukovany, zaniklá středověká osada Mstěnice, přírodní park Rokytná (řeka), údolí řeky Jihlavy, apod.
V mikroregionu jsou umístěna významná energetická díla Jaderná elektrárna Dukovany a Vodní elektrárna Dalešice.

## Obce sdružené v Mikroregionu
- Bačice
- Biskupice-Pulkov
- Dalešice
- Dukovany
- Hrotovice
- Krhov
- Litovany
- Odunec
- Přešovice
- Račice
- Radkovice u Hrotovic
- Rouchovany
- Slavětice
- Stropešín
- Třebenice
- Valeč
- Zárubice